# Pusztacsó
Pusztacsó (németül: Unterscheubendorf) község Vas vármegyében, a Kőszegi járásban.

## Fekvése
A Gyöngyös-sík északi peremén, a Kozár-patak mellett fekszik Szombathelytől 15 kilométerre északra.

### Megközelítése
Zsáktelepülés, közúton csak a 8636-os út felől közelíthető meg, Kőszegpaty és Nemescsó között letérve, a 86 121-es számú mellékúton.
Vasútvonal nem érinti, a legközelebbi vasúti csatlakozási lehetőséget a Szombathely–Kőszeg-vasútvonal Lukácsháza megállóhelye kínálja, légvonalban bő 3, közúton mintegy 5 kilométerre nyugatra.

## Története
Csó első írásos említése 1248-ból származik Chou alakban. Neve a régi magyar Chu személynévből származik, első ismert birtokosa Csói Márton volt.
Pusztacsóként 1532-ben Pwzthacho alakban a török hadjárat okozta pusztításokkal kapcsolatban említik először. Mint nevének előtagja is mutatja a falut Kőszeg ostromakor a portyázó török hadak elpusztították. Feltehetően hosszabb ideig lakatlan volt és csak a 17. században telepítették újra. Ezután földesura a Józsa család volt, melynek kastélya is volt a községben, ez azonban már nincsen meg.
Vályi András szerint „Puszta Csó. Elegyes magyar falu az előbbinek szomszédságában, földes Ura Gróf Niczky Uraság, lakosai katolikusok, réttye jó, fája elég, eladásra is jó módgya, első Osztálybéli.” 
1863-ban Benkeházát csatolták hozzá, amely addig a Noszlopy család birtokaként önálló község volt. Vályi így ír a faluról "Benkeháza Elegyes falu Vas Vármegyében, birtokosa Noszlopi Uraság, lakosai katolikusok, fekszik a’ Sárvári járásban. Határja, ’s vagyonnyai is középszerűek." 
1910-ben 263 magyar lakosa volt, Vas vármegye Kőszegi járásához tartozott.

## Közélete

### Polgármesterei
- 1990–1994: Poór Imre (független)[6]
- 1994–1998: Poór Imre (független)[7]
- 1998–2002: Poór Imre (független)[8]
- 2002–2006: Kollarits Kornél (független)[9]
- 2006–2010: Kollarits Kornél (független)[10]
- 2010–2014: Kollarits Kornél (független)[11]
- 2014–2019: Kollarits Kornél (független)[12]
- 2019–2024: Kollarits Kornél (független)[13]
- 2024– : Kollarits Kornél (független)[1]

## Népesség
A település népességének változása:
| Lakosok száma | 149  | 146  | 149  | 171  | 159  | 163  | 165  |
|               | 2013 | 2014 | 2015 | 2021 | 2022 | 2023 | 2024 |

A 2011-es népszámlálás során a lakosok 97,3%-a magyarnak, 2% németnek, 0,7% horvátnak mondta magát (2,7% nem nyilatkozott; a kettős identitások miatt a végösszeg nagyobb lehet 100%-nál). A vallási megoszlás a következő volt: római katolikus 85,1%, evangélikus 6,8%, izraelita 0,7%, felekezet nélküli 3,4% (4,1% nem nyilatkozott).
2022-ben a lakosság 93,1%-a vallotta magát magyarnak, 1,3% németnek, 0,6% horvátnak, 4,4% egyéb, nem hazai nemzetiségűnek (6,3% nem nyilatkozott; a kettős identitások miatt a végösszeg nagyobb lehet 100%-nál). Vallásuk szerint 56% volt római katolikus, 7,5% evangélikus, 3,8% egyéb katolikus, 5,7% felekezeten kívüli (27% nem válaszolt).

## Nevezetességei
A 17. században épített római katolikus templomát Szent István királynak szentelték. Őt ábrázolja a község címere is.

## Híres emberek
- Itt volt erdész Takács Miklós szociáldemokrata politikus, erdészeti szakíró.